# Coronado National Memorial
Das Coronado National Memorial, bei Sierra Vista, erinnert an die erste Expedition von Konquistador Francisco Vásquez de Coronado in den Südwesten der heutigen USA. In natürlicher Umgebung an der Grenze zu Mexiko weist die Gedenkstätte auf die Verbindungen zwischen den Vereinigten Staaten und Mexiko hin.

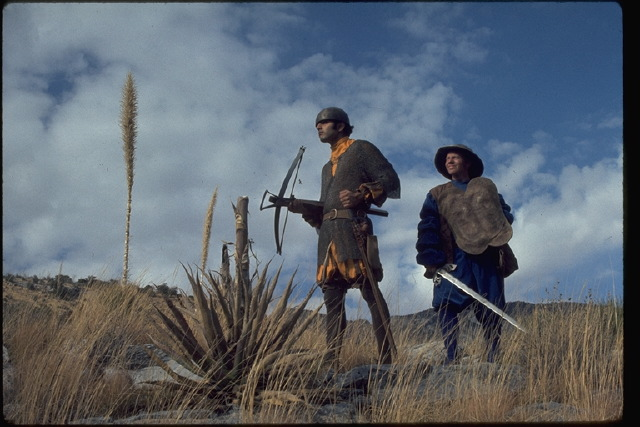
Nachstellung von Coronados Ankunft, 1540

## Die Entstehung der Gedenkstätte
Offizielle Verlautbarungen deuten darauf hin, dass es ursprünglich als eine Geste des guten Willens und der Zusammenarbeit zwischen den Vereinigten Staaten und Mexiko gedacht war, indem man der Expedition im Jahr 1540 Anerkennung schenkte.
Das Gelände wurde zuerst am 18. August 1941 Coronado International Memorial benannt. Dies geschah in der Hoffnung, dass auf mexikanischer Seite das entsprechende Gegenstück entstehen würde, so wie es beim Waterton-Glacier International Peace Park zwischen den Vereinigten Staaten und Kanada der Fall ist. Obwohl auf Seiten der mexikanischen Regierung Interesse bestand, wurde die Gedenkstätte nie gebaut. Deshalb änderte der Kongress am 9. Juli 1952 die Bezeichnung in National Memorial. Die Gedenkstätte wurde am 5. November 1952 von Harry S. Truman eröffnet. Wie die meisten historischen Stätten wird sie vom National Park Service verwaltet. Das National Memorial wurde am 15. Oktober 1966 in das National Register of Historic Places aufgenommen.